# Portus Lemanis

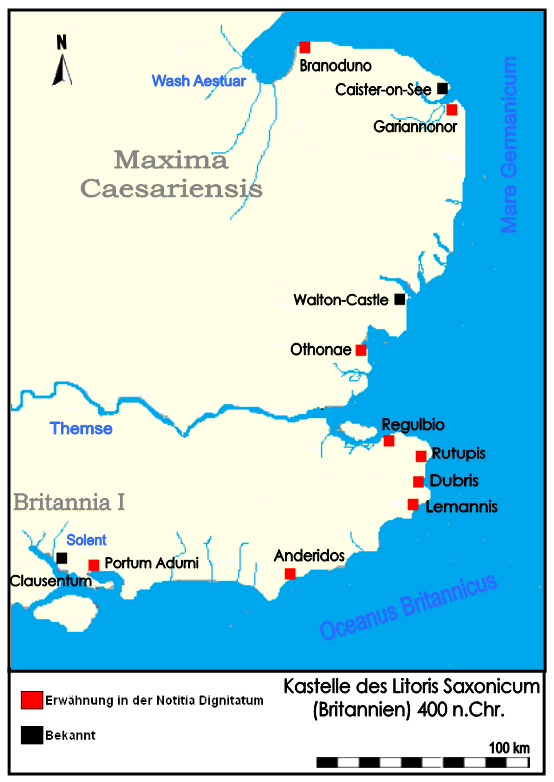
Die Sachsenküstenkastelle um 400 n. Chr.

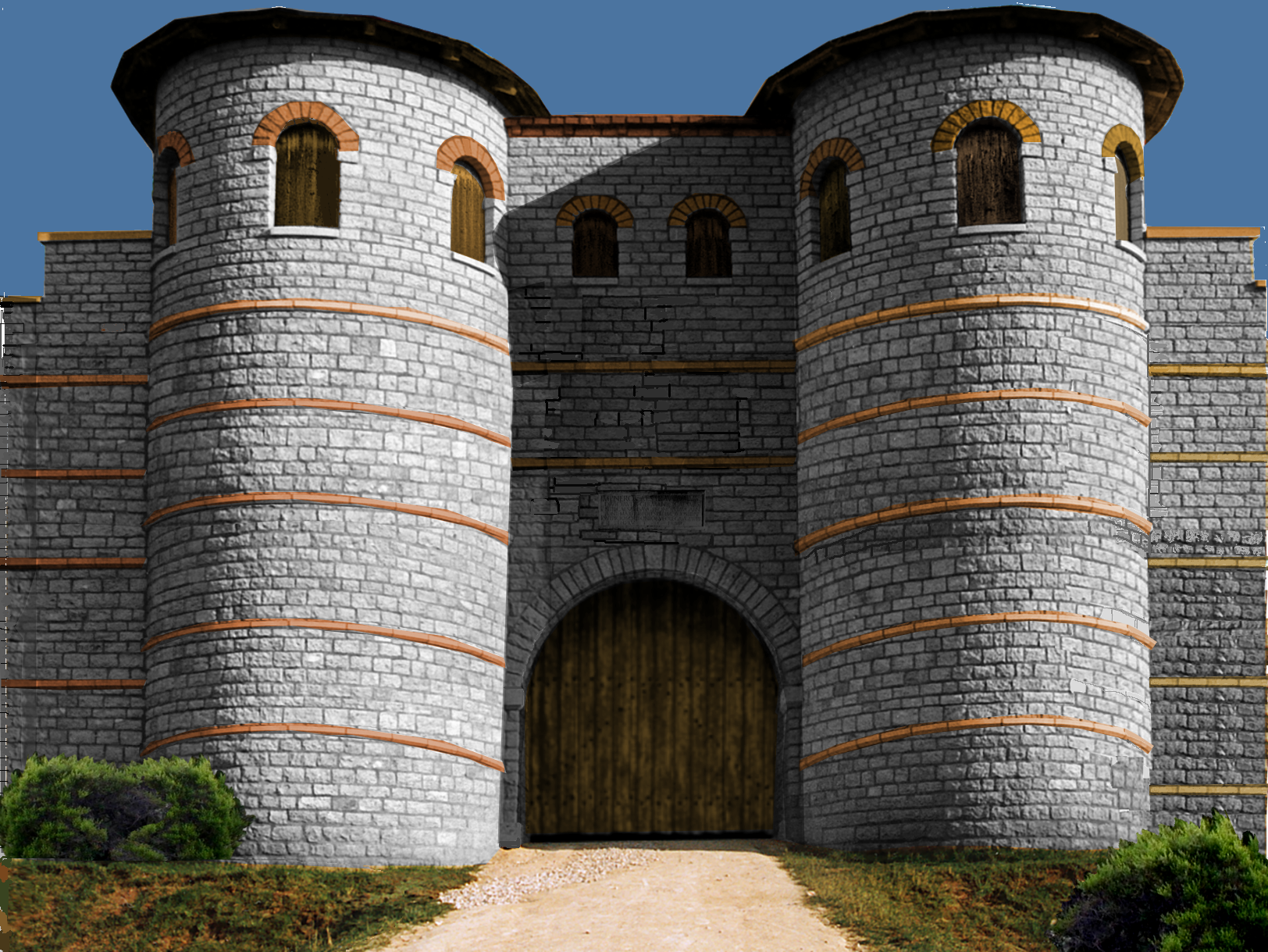
Kastell Lemanis, Rekonstruktionsversuch des Osttores
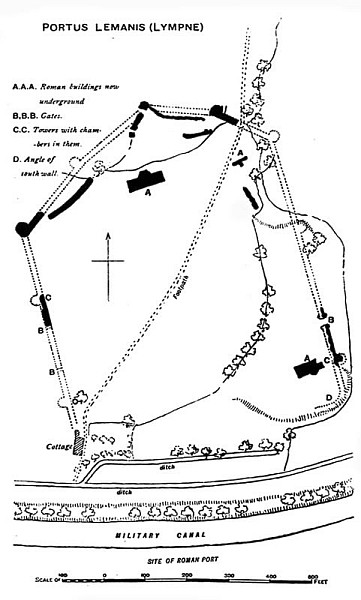
Befunde des Kastells
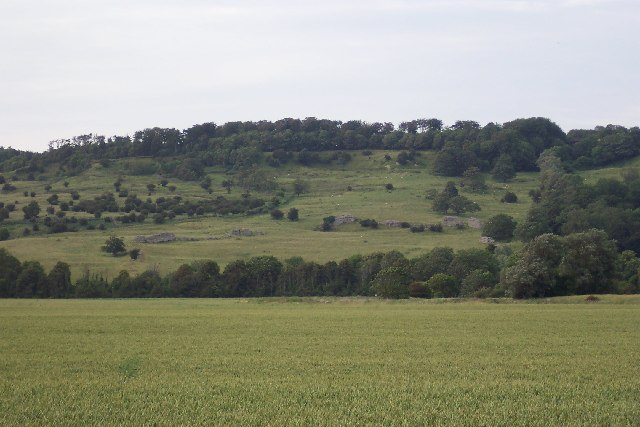
Blick aus dem Süden auf den Kastellhügel
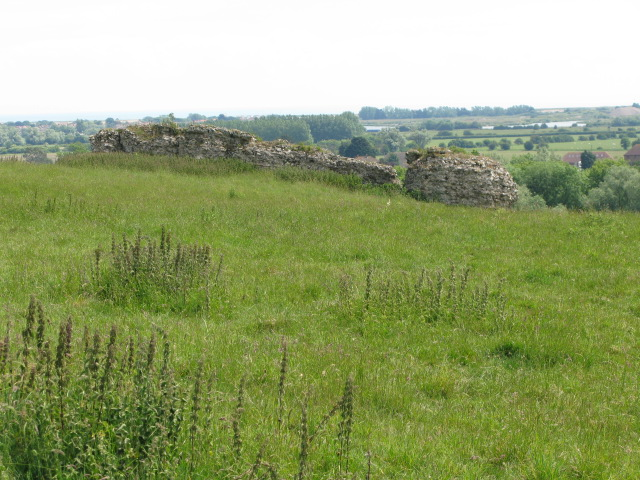
Reste der Ostmauer
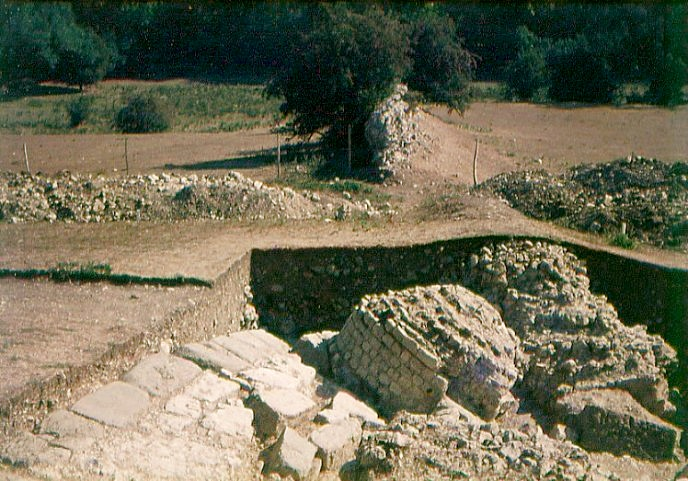
Die Freilegung des Osttores im Jahre 1976
Die Ausgrabung des Kastellbades im Jahr 1850

Kastell Lemanis oder auch Portus Lemanis ist ein ehemaliges römisches Kastell und war Bestandteil des Limes der Sachsenküste beim heutigen Lympne in Kent, England.
Das Kastell sicherte ursprünglich eine Lagune und einen natürlichen Hafen. Es diente als Basis für die britische Provinzflotte und wurde später in die Festungskette der Sachsenküste eingegliedert. Durch Erosion wurden die Reste der Befestigung weitgehend zerstört. Deshalb ist es heute sehr schwierig, sich ein vollständiges Bild über ihr Aussehen und Größe zu machen.

## Name
Der römische Namen für das Kastell Lympne wird erstmals im Itinerarium Antonini im frühen 3. Jahrhundert erwähnt. Der Eintrag über Portus Lemanis führt an, dass es sechzehn Meilen von der Hauptstadt der Region Cantium, Durovernum (Canterbury, Kent) entfernt liegt. In der Tabula Peutingeriana scheint der Ort als Lemanio auf. Zum letzten Mal wird Lemanis in den antiken Quellen vom „Geographen von Ravenna“ im 7. Jahrhundert angeführt. Er platziert Lemanis zwischen Dubris und dem bis heute nicht identifizierten Mutuantonis. Zu dieser Zeit war das Kastell aber schon lange aufgegeben. Heute ist die Fundstätte auch als Stutfall Castle bekannt.

## Lage
Die heutige Ortschaft Lympne steht auf den Klippen über den sogenannten Romney Marsh in Kent. Es liegt etwa elf Kilometer westlich der Hafenstadt Folkestone und 17 km östlich von Ashford entfernt. Die Ruinen des Kastells und des Hafens liegen südlich des heutigen Lympne auf einem kleinen Hügel, etwas unterhalb der mittelalterlichen Burg Stutfall Castle, von dem man aus gut die Küste und die umliegende flache Marschlandschaft überblicken kann. Die römische Festung befand sich an den unteren Hängen eines Steilhangs, dem Überrest einer ehemaligen Küstenklippe, die hauptsächlich aus weichen Kalkstein, bedeckt von frühkreidezeitlichen Ton besteht. An dieser Stelle erreicht die Böschung eine Höhe von 100 Meter über dem Meeresspiegel.
Die Topographie der Küste hat sich seit der Römerzeit stark verändert, da das Land u. a. im frühen 19. Jahrhundert entwässert worden ist, um damit einen von der britischen Armee errichteten Kanal zu füllen. Die nahegelegene Isle of Oxney war früher Hügelland, das am Zusammenfluss dreier, auch für die Binnenschifffahrt geeignete Flüsse lag. Sie mündeten in ein nach Nordost verlaufendes Tidebecken, das einen natürlichen Hafen bildete und sich bis Hythe erstreckte. Die Geologie des Kastellhügels und seiner Böschungen ist sehr instabil, seit der römischen Antike haben sich die oberen Erdschichten durch kontinuierliche Abrutschung stetig weiter nach unten verlagert. Dies führte dazu, dass große Teile der nördlichen bzw. östlichen Mauer sich heute nicht mehr an ihrer ursprünglichen Position befinden und auch das antike Hafenbecken immer mehr verschlammte. Diese war wohl auch der Grund, dass Kastell und Hafen schließlich aufgegeben werden mussten.

## Forschungsgeschichte
Der Kastellplatz wurde bisher nur wenig untersucht. Die einzige größere Ausgrabungskampagne wurde durch Charles Roach Smith in den Jahren von 1850 bis 1852 durchgeführt. Ansonsten fanden bislang nur mehr kleinere Untersuchungen am Kastellareal statt, wie z. B. die Freilegung des Osttores im Jahre 1976. Am Fuß der südlichen Klippen wurden auch Überreste einer angelsächsischen Festungsanlage gefunden, Stutfall (= mächtige Mauer); diese wurde direkt über den Grundmauern des römischen Kastells errichtet.

## Entwicklung
Portus Lemanis gehörte 43 n. Chr. mit ziemlicher Sicherheit nicht zu den Landungsplätzen der römischen Invasionsarmee, möglicherweise diente es danach aber als Anlegestelle der neugebildeten römischen Kanalflotte (Classis Britannica) an der unwirtlichen und gefährlichen Küste gegenüber der Insel Vectis (heute Isle of Wight) wie z. B. auch der Hafen von Noviomagus Regnorum (Chichester, Sussex). Es schützte einen kleinen Hafen, der vor allem als Verlade- und Umschlagplatz für die Güter des regionalen Erzabbau- und Verhüttungsgewerbes diente, das in unmittelbarer Nähe, an den Ufern der Flüsse Rother und Brede, ansässig war. Lemanis war Ausgangspunkt einer Handelsroute zu den Zinnminen in Cornwall bei Ictis (St Michael’s Mount). Westlich von Lemanis befanden sich weiterhin die Salzwiesen und die Erzminen der South Downs, die aber wahrscheinlich vom näher gelegenen Portus Dubris aus verwaltet wurden. Neben der Ausfuhr von Eisen ist auch die Verschiffung von Holz und in Salzgärten gewonnenem Salz über Portus Lemanis bekannt. Abgesehen davon liegt die Geschichte des Kastells größtenteils im Dunkeln. Es ist möglich, dass es während der kurzlebigen Abtrennung Britanniens vom Römischen Reich unter dem Usurpator Carausius eine größere Rolle als Flottenhauptquartier spielte. In seiner Chronik aus der zweiten Hälfte des 4. Jahrhunderts berichtet Eutrop, dass der Flottenadmiral Carausius um 285 n. Chr. beauftragt wurde, den Ärmelkanal von Portus Itius (Boulogne) aus zu befrieden, der von Piraten unsicher gemacht worden sei, die Eutrop als „Franken“ und „Sachsen“ bezeichnet. Das weitverzweigte Flusssystem Britanniens ermöglichte es den germanischen Eindringlingen, mit ihren kleinen flachgehenden Ruderbooten rasch ins Innere der Insel voranzukommen. Ihre Überfälle auf die britannische und gallische Küste behinderten im zunehmenden Maße den zivilen Seeverkehr und vor allem die Überführung von britannischen Handelswaren und Edelmetallen nach Gallien und Rom. Als Gegenmaßnahme richtete man auf beiden Seiten des Kanals einen eigenen Militärbezirk, das litus Saxonicum (Sachsenküste), ein, der in Britannien von einem Comes litoris Saxonici per Britanniam befehligt wurde. Als die römische Armee unter Flavius Stilicho 398 in Britannien militärisch noch einmal aktiv wurde, fand dieser möglicherweise erstmals Eingang in den römischen Amtskalender, die Notitia Dignitatum. Die Römer legten daher an diesen exponierten Küstenbereichen – und besonders an Flussmündungen – Befestigungen an, die auch in Verbindung mit den römischen Militärlagern im gallischen Teil des litus Saxonicum standen. Das Sachsenküstenkastell Lemanis dürfte aber schon um 270 n. Chr. entstanden sein. Ob die britannische Flotte zu dieser Zeit ihren Hauptstützpunkt in Portus Dubris (Dover) oder in Lemanis hatte, ist noch umstritten. Lemanis wurde vermutlich im Zuge des Rückzugs von römischer Verwaltung und Armee aus Britannien im späten 4. oder frühen 5. Jahrhundert aufgegeben. Funde zeigen, dass danach dort offenbar eine angelsächsische Münzstätte existierte und auch der Hafen noch benutzt wurde. Das Münzspektrum reicht von der Zeit König Edgars bis zur Herrschaft Eduards des Bekenners, aber es gibt Grund zu der Annahme, dass das Kastell zu Beginn der angelsächsischen Landnahme schon verlassen war und die Bevölkerung sich in der benachbarten Stadt Hythe konzentrierte.

## Kastell
Die heute noch sichtbaren Reste stammen aus der Zeit zwischen 270 und 280. Sie bestehen aus einzelnen Mauersegmenten und Türmen, die durch die starke Bodenerosion beträchtlich verschoben wurden. Die spätantike Festung überlagert vermutlich ein vorangegangene, antoninische Festung.
Baumaterial für die Errichtung der Kastelle der Sachsenküste wurde aus nah und fern herbeitransportiert. In den meisten Fällen verwendete man aber natürlich jenes, das in unmittelbarer Nähe der Baustelle gewonnen werden konnte. Lympne verdient in dieser Hinsicht besondere Beachtung. Hier nutzten die Römer ausschließlich die Materialien, die in der näheren Umgebung zu finden waren, z. B. Kalkstein, der nur wenige 100 m entfernt gebrochen und für die Innenfüllung und die Decksteine verwendet und auch zu Mörtelkalk gebrannt werden konnte; Kies und Sand wurden vom nahen Strand herbeigeschafft, Bauholz in den umliegenden Wäldern geschlagen. Für die charakteristischen Ziegelbänder wurde meist das Material aus abgerissenen Vorgängergebäuden verwendet.
Die Befestigung stand bautechnisch am Übergang von den spielkartenförmigen früh- und mittelkaiserzeitlichen Kastellen zu den unregelmäßigen, wesentlich stärker befestigten und kleineren Exemplaren der Spätantike. Nach Befund des verbliebenen Mauerwerks dürfte das Kastell die Form eines unregelmäßigen Fünfeckes mit einem an der Hälfte abgewinkelten Nordwall gebildet haben. Eine ungewöhnliche Form für römische Festungen, vermutlich eine Anpassung an das Gelände auf dem es erbaut wurde (eine ähnliche Anordnung kann man noch am Kastell bei Pevensey sehen). Die Wehrmauer umschloss eine Fläche von ca. 3,4 ha und dürfte ursprünglich etwa 9 Meter hoch gewesen sein. Die Südfront des – heute nur mehr sehr schlecht erhaltenen – Kastells ist komplett verschwunden. Die Überreste des Nord-, West- und Ostwalles zeigen, dass ihr Gussmauerwerk sehr massiv konstruiert und nach dem neuesten Stand der damaligen Festungsbautechnik in regelmäßigen Abständen mit halbrunden, aus der Mauer vorkragenden Türmen verstärkt war. Aufgrund des instabilen Untergrundes standen sie auf Piloten aus Eichenholz. Vermutlich gab es davon bis zu 14 Stück, sie waren teilweise auch mit Innenkammern versehen. Die bis zu 3,9 m breite Mauer bestand aus zwei Schalen von Quadersteinen, die man mit einem Mörtelgemisch aus Sand, Kalk und Tierblut als Bindemittel um einen festgestampften Gussmörtelkern aus Bruchsteinen aufgezogen hatte. Ihre Reste stehen in situ noch an einigen Abschnitten sechs bis acht Meter hoch und über dem römischen Bodenniveau. Für ihren Bau wurde hauptsächlich Abbruchmaterial, wahrscheinlich von Vorgängergebäuden, verwendet. In den für diese Zeit typischen Ziegelbändern zur Stabilisierung der äußeren Mauerverblendung (Ziegeldurchschuss) fand sich u. a. eine beträchtliche Menge an Dachziegeln (tegulae), auch die Grundmauern des Osttores bestehen größtenteils aus zweitverwendeten Material. Es hatte eine 3,3 m breite Durchfahrt und wurde von zwei U-Türmen flankiert. Vor der Westmauer konnten Spuren eines Wehrgrabens beobachtet werden.
Innenbebauung: Bislang konnten nur zwei Gebäude der Innenbebauung nachgewiesen bzw. untersucht werden. Außer dem Lagerbad (Balineum) im Ostteil fand man noch Mauerreste des Fahnenheiligtumes (Aedes) und zwei Nebenräumen der Kommandantur (Principia) im Norden des Areals. Das Badegebäude wurde um die Mitte des 19. Jahrhunderts im Südosten des Kastellareals, ca. 15 m vor der Ostmauer, ausgegraben. Dabei wurden insgesamt vier Räume freigelegt: Raum 1 (Maße: ca. 3,60 × 6,40 m) und Raum 2 (3,35 × 6,40 m). Sie sind beide mit einem Hypokaustum ausgestattet das von einem im Osten angelegten Praefurnium beheizt wurde. Raum 1 ist mit den in einer rechteckigen Nische (noch vor dem Praefurnium liegend, ca. 2,70 × 1,50 m) und in einer Apsis an der Südseite (ca. 4,60 m) angelegten Alvei, wohl als Caldarium zu deuten. Die Funktion der Räume 3 (ca. 3,60 × 6,40 m) und 4 (ca. 3,35 × 6,40 m) ist unklar geblieben. Raum 4 könnte eventuell mit einer Schlauchheizung, die vielleicht nachträglich eingebaut wurde, beheizt worden sein. Barry Cunliffe deutet diesen Befund jedoch als Praefurnium, seine These liefert allerdings keine Erklärung für vier parallel zueinander laufenden Steinreihen die eher als Wangen von Heißluftkanälen zu deuten sind. Das Bad dürfte gleichzeitig mit dem Kastell erbaut worden sein. Dementsprechende Befunde, die genauer darüber Auskunft geben könnten, fehlen.

## Garnison
Folgende Besatzungseinheiten sind für Lemanis bekannt oder könnten sich für eine gewisse Zeit dort aufgehalten haben:
| Zeitstellung               | Truppenname                                         | Bemerkung |
| -------------------------- | --------------------------------------------------- | --- |
| 1.–2. Jahrhundert n. Chr.? | Classis Britannica (die britannische Flotte)        | Die britannische Flotte stand in der Spätantike wohl unter dem Kommando des Comes der Sachsenküste. Nur Dachziegel mit dem Stempel CL.BR deuten auf die Anwesenheit von Marineangehörigen in Lemanis hin. In weiterer Folge fand sich während der Grabungen von Roach-Smith im Jahre 1850 noch ein Weihealtar aus Kalkstein, der dem Meeresgott Neptun gewidmet und als Spolie zweitverwendet worden war. Er wurde im Jahr 133 n. Chr. von einem praefectus der römischen Kanalflotte gestiftet, der vorher das Kommando über ein Kavallerie-Regiment in Pannonia superior (im heutigen Ungarn) innehatte. |
| 4.–5. Jahrhundert n. Chr.  | Numerus Turnacensium, (eine Schar der Turnacensier) | Laut der Notitia Dignitatum wurde die Festung im 4. Jahrhundert n. Chr. von einem Praepositus befehligt und war mit germanischen Söldnern bemannt. Sie stammten aus der Region um die heutige Stadt Tournai (Tornacum) im nördlichen Gallien und gehörten zur Armee des Comes litoris Saxonici per Britanniam. |

## Vicus und Hafen
Der Vicus, das Lagerdorf, lag an der Römerstraße nach Durovernum Cantiacorum (Canterbury). Rund um den Hafen waren ebenfalls Gebäude nachweisbar. Römische Siedlungen werden auch beim nahen Ruckinge und Dymnchurch vermutet.
Das heute verlandete römische Hafenbecken liegt östlich der Kastellruine, ein paar hundert Meter von der heutigen Küste entfernt. Er lag in römischer Zeit noch am Eingang einer Lagune. Hinter dem Kiesstrand breitete sich ein ausgedehntes Feuchtgebiet aus, das sich von Fairlight (Hastings) fast bis zum ehemaligen römischen Hafen erstreckte.